# Guante de Presa
A guante de presa era uma peça de armadura protetora das mãos, evolução e variedade da manopla foi utilizada durante o séc. XVI. Era uma guante para a mão esquerda, que apresentava a palma revestida de grossa malha de ferro ou aço, e tal proteção alcançava até os dedos.
O objetivo da guante de presa era que o cavaleiro pudesse aparar golpes da espada inimiga com a mão, segurando-a e barrando ou desviando ataques, a parte superior da guante era as vezes revestida também para que se barrassem golpes também por este lado; o punho da guante era recoberto por tubos abertos nas extremidades parar proteger essa região.

## Referência
- COIMBRA, Álvaro da Veiga, Noções de Numismática. SP. Secção Gráfica da Faculdade de Filosofia, Ciências e Letras da Universidade de São Paulo, 1965.